# أنبوب مؤشر نمو المتفطرات
يهدف أنبوب مؤشر نمو المتفطرات (MGIT) إلى الكشف عن المتفطرات واستخلاصها. يحتوي أنبوب مؤشر نمو المتفطرات على 7 مل من قاعدة سائل الميدلبروك 7H9 المعدلة. الوسط الكامل، مع تخصيب الأو إيه دي سي (OADC) وخليط من المضاد الحيوي بانتا هو أكثر الوسائط السائلة استخدامًا في زراعة المتفطرات.
إن جميع أنواع العينات الإكلينيكية، الرئوية بالإضافة إلى غير الرئوية (ما عدا الدم والبول)، يمكن معالجتها للعزل الأولي في أنبوب مؤشر نمو المتفطرات باستخدام طرق قديمة. بعد تلقيح العينات المعالجة، تجب مراقبة أنبوب مؤشر نمو المتفطرات باستمرار إما يدويًا أو عن طريق نظام باكتيك إم جي آي تي 960 حتي تعطي نتيجة إيجابية أو نهاية بروتوكول الاختبار.

## مبادئ الإجراءات
يكون المركب الفلوري مطعمًا في السيليكون في أسفل أنابيب مستديرة سفلية بأبعاد 16 × 100 ملم. ويكون المركب الفلوري حساسًا لوجود الأكسجين المذاب في السائل. في البداية، تُخمد كمية الأكسجين الكبيرة المذابة الانبعاثات الناتجة من المركب ويمكن الكشف عن كمية قليلة من المادة الفلورية. وبعد ذلك، تتنفس الكائنات الحية الدقيقة بنشاط وتستهلك الأكسجين وتسمح بالكشف عن الفلورية.
كما أن الأنابيب التي يتم إدخالها في نظام باكتيك إم جي آي تي 960 يتم تحضينها باستمرارعند درجة 37 درجة مئوية وتتم مراقبتها كل 60 دقيقة للتحقق من زيادة الفلورية. يستخدم تحليل الفلورية لتحديد ما إذا كان الأنبوب جهازًا إيجابيًا؛ على سبيل المثال، أن تحتوي عينة الاختبار على كائنات حية. أنبوبة الجهاز الإيجابية تحتوي على حوالي 105 إلى 106 وحدة تكوين مستعمرة في المليمتر الواحد (CFU/mL). وأنابيب الاختبار التي تظل سلبية لمدة 42 يومًا كحد أدنى (حتى 56 يومًا) والتي لا تظهر عليها أية علامات إيجابية واضحة تتم إزالتها من الجهاز وتُعقم قبل التخلص منها.
وبدلاً من ذلك فإنه يمكن قراءة الأنابيب الملقحة يوميًا باستخدام مصباح وود أو أي مصدر ضوء الأشعة فوق البنفسجية ذات الموجة الطويلة.